# Tindwari
Tindwari è una suddivisione dell'India, classificata come nagar panchayat, di 9.544 abitanti, situata nel distretto di Banda, nello stato federato dell'Uttar Pradesh. In base al numero di abitanti la città rientra nella classe V (da 5.000 a 9.999 persone).

## Geografia fisica
La città è situata a 25° 37' 0 N e 80° 31' 60 E e ha un'altitudine di 113 m s.l.m..

## Società

### Evoluzione demografica
Al censimento del 2001 la popolazione di Tindwari assommava a 9.544 persone, delle quali 5.121 maschi e 4.423 femmine. I bambini di età inferiore o uguale ai sei anni assommavano a 1.837, dei quali 968 maschi e 869 femmine. Infine, coloro che erano in grado di saper almeno leggere e scrivere erano 5.083, dei quali 3.286 maschi e 1.797 femmine.